# Scapoliet
Skapoliet is een mineraalgroep uit de isomorfe reeks tussen marialiet en meioniet. Beide behoren tot de tectosilicaten.

## Eigenschappen
Het doorzichtig tot doorschijnend witte, grijze, gele, vaalbruine of roze scapoliet heeft een glasglans, een witte streepkleur en de splijting is duidelijk volgens de kristalvlakken [100] en [110]. Scapoliet heeft een gemiddelde dichtheid van 2,66 en de hardheid is 6. Het kristalstelsel is tetragonaal en het mineraal is niet radioactief.

## Naamgeving
De naam van het mineraal scapoliet is afgeleid van de Griekse woorden skapos ("staf") en lithos, dat "steen" betekent.

## Voorkomen
Scapoliet is een mineraal dat voorkomt als verweringsproduct van plagioklazen uit gabbro's. De typelocatie van scapoliet is het Otter Lake in Canada. Afzettingen bevinden zich in Myanmar (Mogok), waar gele, roze violette en blauwe kristallen te vinden zijn. Enige vertonen een kattenoogeffect. Gelijksoortige skapolieten komen ook voor in Sri Lanka (Balangoda in Ratnapura). Gele skapolieten worden gewonnen in Canada, lichtgele in Brazilië. Afzonderlijke doorzichtige kristallen kunnen 40 x 10 cm groot worden. Edelsteenskapolieten komen ook voor in Tanzania, Kenia, Madagaskar en Mozambique. Grote geslepen stenen zijn zeldzaam. In het Smithsonian Institution in Washington bevinden zich onder andere een geslepen steen van 288 karaat, een geslepen skapoliet-kattenoog van 29,9 karaat uit Myanmar en een zware geeloranje geslepen steen uit Tanzania. Het wordt verder gevonden in Brevik, Noorwegen.